# Kapfenberger SV II
Die Kapfenberger SV II ist die zweite Mannschaft des österreichischen Zweitligisten Kapfenberger SV. Die Mannschaft spielt seit der Saison 2018/19 in der Oberliga Nord, der fünfthöchsten Spielklasse.

## Geschichte
Die Kapfenberger Amateure wurden in der Saison 2006/07 Meister der Oberliga Nord und stiegen somit in die Landesliga auf. In der Debütsaison in der Landesliga belegten die Steirer den 14. Platz und hatten einen Vorsprung von drei Punkten auf die Abstiegsränge. Den Klassenerhalt fixierte man erst am letzten Spieltag mit einem 4:1-Sieg gegen Großklein. In der Saison 2008/09 belegte das Team Platz zwölf. In der Saison 2009/10 wurden die Kapfenberger mit einem Rückstand von zwei Punkten auf den SV Gleinstätten Vizemeister. In der Saison 2010/11 nahm eine Spielgemeinschaft aus dem SV Austria Kapfenberg und dem Kapfenberger SV am ÖFB-Cup teil. In der vorangegangenen Vorrunde hatte sich die Spielgemeinschaft gegen den Ligakonkurrenten SVL Flavia Solva klar durchgesetzt. In der ersten Runde besiegte man den Regionalligisten LASK II, in der zweiten Runde unterlag man schließlich dem Bundesligisten FK Austria Wien. In jener Spielzeit wurde man in der Landesliga Meister und stieg somit erstmals in die Regionalliga Mitte auf.
In der Saison 2011/12 qualifizierte man sich nach einem Sieg gegen den ASK Voitsberg wieder für den Cup, scheiterte diesmal aber bereits in der ersten Runde am Bundesligisten SV Mattersburg. In der ersten Spielzeit in der Regionalliga belegte man am Saisonende den elften Platz – bis heute die beste Platzierung in der Geschichte der Mannschaft. Auf die Abstiegsränge hatte man vier Punkte Vorsprung. Die Saison 2012/13 schlossen die Jungfalken auf Rang 14 ab, wodurch man eigentlich wieder in die Landesliga absteigen hätte müssen. Allerdings ging der Ligakonkurrent FC Gratkorn Konkurs, wodurch die KSV Amateure die Klasse hielten. In der Saison 2013/14 musste man schließlich nach drei Spielzeiten als Tabellenletzter wieder den Gang in die Landesliga antreten, auf die Nichtabstiegsplätze fehlten zwei Zähler. Wieder in der Viertklassigkeit angekommen, belegten die KSV Amateure in der Spielzeit 2014/15 den achten Tabellenrang. Die Saison 2015/16 beendete man auf Platz 13. In der Saison 2016/17 belegte man wieder den 13. Rang, auf den Relegationsplatz hatte man lediglich einen Vorsprung von einem Punkt. Den Klassenerhalt fixierte man erst im letzten Saisonspiel durch einen Treffer von Daniel Fischer gegen den DSV Leoben in der 90+2. Minute zum 1:0-Endstand. In der Saison 2017/18 wurde man schließlich abgeschlagen Letzter in der Landesliga, auf den Relegationsplatz fehlten zehn Punkte. Dadurch musste man nach zehn Jahren wieder in die Oberliga Nord absteigen.
In der Saison 2018/19 belegte man den siebten Rang in der fünfthöchsten Spielklasse. In der Saison 2019/20 rangierte man nach der Hinrunde auf Platz zehn, die Saison wurde allerdings nach der Hinrunde aufgrund der COVID-19-Pandemie abgebrochen.

## Trainerhistorie
- Manfred Unger (2007–2008)
- Kurt Russ (2008–2009)
- Andreas Leutschacher (2009–2010)
- Manfred Unger (2010)
- Kurt Russ (2010–2013)
- Karl Maier (2013–2014)
- Ljubisa Susic (2014)
- Georges Panagiotopoulos (2014)
- René Pitter (2014–2016)
- Ljubisa Susic (2016–2017)
- Karl-Heinz Kubesch (2017)
- Stefan Rapp (2017)
- Karl-Heinz Kubesch (2018–2019)
- René Pitter (2018–2019)